# Dietrich Frohne
Dietrich Frohne (* 27. Mai 1929 in Magdeburg; † 16. Februar 2017 in Heikendorf) war ein deutscher Pharmazeut und Autor sowie ab 1970 Professor für Pharmakognosie, insbesondere Biochemie der Heilpflanzen (pharmazeutische Biologie) an der Christian-Albrechts-Universität Kiel.

## Leben
Frohne legte 1949 das Abitur an der Kieler Gelehrtenschule ab. Nach vorübergehender Tätigkeit am Institut für Weltwirtschaft in Kiel und einem Apothekenpraktikum, legte er 1956 nach dem Studium der Pharmazie an der Christian-Albrechts-Universität in Kiel das pharmazeutische Staatsexamen ab.
Im Jahr 1957 begann Frohne als Assistent für den Pharmakognosie-Professor Otto Moritz zu arbeiten. Unter dessen Anleitung fertigte Frohne bis zu seiner Promotion zum Dr. rer. nat. 1960 seine Dissertation an, ehe er 1965 nach Abschluss der Habilitation die Venia legendi für das Fach Pharmakognosie erhielt. Im Jahr 1969 wurde er für seine Forschung zur harndesinfizierenden Wirkung arbutinhaltiger Drogen von der Gesellschaft für Arzneipflanzenforschung mit dem Dr.-Willmar-Schwabe-Preis ausgezeichnet. Ein Jahr später erhielt er eine C3-Professur für Pharmazeutische Biologie an der Christian-Albrechts-Universität.
Dietrich Frohne war verheiratet und Vater von vier Kindern.

## Veröffentlichungen (Auswahl)

### Bücher
- mit Otto Moritz: Einführung in die Pharmazeutische Biologie. Gustav Fischer, Stuttgart 1967.
- Anatomisch-mikrochemische Drogenanalyse. Ein Leitfaden. Thieme, 1969; 3. Auflage ebenda 1985.
- Hans Braun: Heilpflanzen-Lexikon für Ärzte und Apotheker. Anwendung, Wirkung und Toxikologie. Gustav Fischer, Stuttgart 1968; 5. Auflage, neubearbeitet von Dietrich Frohne, Stuttgart 1987.
  - 6. Auflage: Heilpflanzen-Lexikon: Wirkungen, Verordnung, Selbstmedikation. Gustav Fischer, Stuttgart 1994.
  - 7. Auflage: Heilpflanzenlexikon: Ein Leitfaden auf wissenschaftlicher Grundlage. Wissenschaftliche Verlagsgesellschaft, Stuttgart 2002.
  - 9. Auflage (unter Mitarbeit von Birgit Classen). Wissenschaftliche Verlagsgesellschaft, Stuttgart 2021. ISBN 978-3-8047-3700-6
- mit Uwe Jensen: Systematik des Pflanzenreichs: Unter besonderer Berücksichtigung chemischer Merkmale und pflanzlicher Drogen. Gustav Fischer, Stuttgart 1973; 3. Auflage ebenda 1985.
  - Parallelauflage bei Gustav Fischer, Jena 1973.
  - 5. Auflage. Wissenschaftliche Verlagsgesellschaft, Stuttgart 1998. ISBN 978-3-8047-1584-4
- Tropische Arznei- und Nutzpflanzen: Arbeitsunterlagen für den pharmakobotanischen Fortbildungslehrgang im Malaiischen Archipel. 1977.
- mit Hans Jürgen Pfänder: Giftpflanzen: Ein Handbuch für Apothetker, Ärzte, Toxikologen und Biologen. Stuttgart 1982; 2. Auflage ebenda 1983.
  - 5. Auflage. Stuttgart 2004. ISBN 978-3-8047-2060-2
  - englische Übertragung: A Colour Atlas of Poisonous Plants: A Handbook for Pharmacists, Doctors, Toxicologists, and Biologists. Wolfe Publishing, London 1984; 2. Auflage 2000.
- als Autor: Max Wichtl (Hrsg.): Teedrogen: Ein Handbuch für Apotheker und Ärzte. Stuttgart 1984.
  - 6. Auflage: Wolfgang Blaschek (Hrsg.): Wichtl – Teedrogen und Phytopharmaka: Ein Handbuch für die Praxis. Wissenschaftliche Verlagsgesellschaft, Stuttgart 2016. ISBN 978-3-8047-3068-7.

### Sonstige Veröffentlichungen
- mit Otto Moritz: Form und Grundlagen quantitativer Aussagen der serologischen Verwandtschaftsforschung. Flora oder Allgemeine Botanische Zeitung 1958; 146(3): 425–444 doi:10.1016/S0367-1615(17)32529-6
- mit Otto Moritz, Uwe Jensen: Über die Behandlung der unerwarteten Reaktionen in der serologischen Verwandtschaftsforschung. Flora oder Allgemeine Botanische Zeitung 1961; 150(2-3): 332–352 doi:10.1016/S0367-1615(17)33210-X
- mit C. Zerlentis: Über Wirkstoffe der Gondurangin–Gruppe in Marsdenia erecta R. Br. Planta Med 1962; 10(1): 107-117 doi:10.1055/s-0028-1100281
- Das Verhältnis von vergleichender Serobotanik zu vergleichender Phytochemie, dargestellt an serologischen Untersuchungen im Bereich der „Rhoedales“. Planta Med 1962; 10(3): 283–297 doi:10.1055/s-0028-1100298
- mit Otto Moritz: Pharmakognosie. In: Erwin Bünning, Ernst Gäumann (Hrsg.): Fortschritte der Botanik . Springer, 1962. S. 499–507 doi:10.1007/978-3-642-94844-2_38
- mit Otto Moritz: Pharmakognosie. In: Erwin Bünning, Ernst Gäumann (Hrsg.): Bericht über das Jahr 1962. Springer, 1963. S. 561–572 doi:10.1007/978-3-642-94864-0_27
- mit Otto Moritz: Pharmakognosie. In: Erwin Bünning, Heinz Ellenberg (Hrsg.): Bericht über das Jahr 1963. Springer, 1964. S. 405–410 doi:10.1007/978-3-642-94890-9_33
- Über die fermentative Oxydation des Arbutins in Bergenia-Blättern. Planta Med 1964; 12(2): 140–148 doi:10.1055/s-0028-1100159
- mit O. Pribilla: Tödliche Vergiftung mit Taxus baccata. Archiv für Toxikologie 1965; 21: 150–162 doi:10.1007/BF02340557
- Untersuchungen zur Frage der harndesinfizierenden Wirkungen von. Bärentraubenblatt-Extrakten. Planta Med 1970; 18(1): 1–25 doi:10.1055/s-0028-1099743
- mit H. Bluhme: Zur Extraktion und Charakterisierung von Phenoloxidase: Aktivitäten aus gerbstoffhaltigem Blattmaterial. Planta Med 1973; 24(7): 219–233 doi:10.1055/s-0028-1099491
- mit Jutta John: The Primulales: Serological contributions to the problem of their systematic position. Biochemical Systematics and Ecology 1978; 6(4): 315–322 doi:10.1016/0305-1978(78)90051-0
- mit Uwe Jensen: Phytoserologie als Methode der vergleichenden Verwandtschaftsforschung einst und jetzt. Taxon 1984; 33(4): 581-585 doi:10.2307/1220775
- Vergiftungen durch Pflanzen – Gefahren durch Phytopharmaka? In: Dieter Loew, Norbert Rietbrock (Hrsg.): Phytopharmaka IV: Forschung und klinische Anwendung. Springer, 1998. doi:10.1007/978-3-642-95997-4_6
- Ein neues Dopingmittel? Leistungssteigerung durch Tribulus terrestris fragwürdig. In: Deutsche Apothekerzeitung 1999; 139(49): 60–62